# Ван Альбада, Гале Бруно
Гале Бруно ван Альбада (нидерл. Gale Bruno van Albada 20 марта 1912 — 18 декабря 1972) — нидерландский астроном.

## Биография и карьера
Получает степень доктора философии в 1945 году в Амстердамском университете под руководством Антона Паннекука. Поддерживал марксистские идеи своего научного руководителя.
С мая 1949 года по июль 1958 года выполняет обязанности директора Обсерватории имени Боссы в западной Яве, Индонезия.
1 августа 1950 года женился на своей коллеге, астрономе той же обсерватории, Эльзе ван Дин (1914-2007). Один из троих детей ван Альбада впоследствии также стал астрономом.
По причине обострения политической ситуации, профессор вместе с семьёй покидает остров Ява в 1958 году и возвращается в Амстердам. В 1960 году сменил Германа Занстра на посту директора Астрономического института Амстердамского университета.
В честь Гале Бруно были названы лунный кратер ван Альбада и астероид главного астероидного пояса (2019) ван Альбада.